# Armacell
Armacell International S.A. ist Hersteller von flexiblen Dämmstoffen im Bereich der Anlagenisolierung sowie im Bereich technischer Schäume.

## Unternehmensstruktur

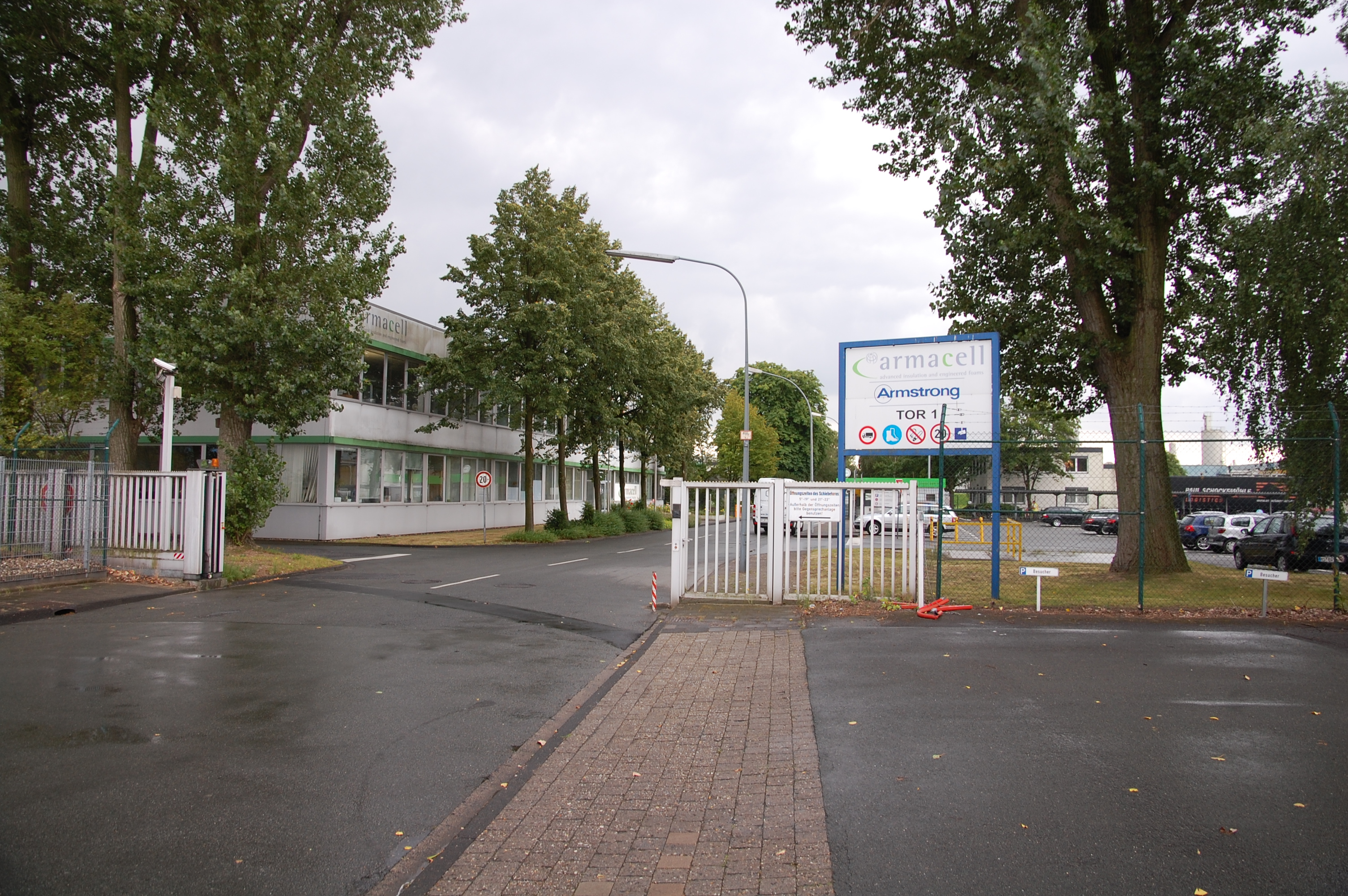
Das Haupttor des Standortes in Münster

Armacell beschäftigt rund 3000 Mitarbeiter auf der ganzen Welt und betreibt 25 Produktionsstandorte in 16 Ländern auf vier Kontinenten, mit Werken u. a. in der Volksrepublik China, Thailand, Indien, Brasilien, Saudi-Arabien und in Südkorea.

## Nachhaltigkeit
Gemeinsam mit anderen Dämmstofffirmen gründete Armacell im Jahr 2009 die Europäische Stiftung für Industrieisolierungen (EiiF), die den Einsatz optimierter Isoliersysteme in Industrieanlagen fördert und ökologische und ökonomische Chancen dieser Maßnahmen ins öffentliche Bewusstsein bringt.
Als erster Hersteller flexibler technischer Dämmstoffe präsentiert Armacell im Juni 2015 Umweltproduktdeklarationen (Environmental Product Declaration), die auf einer unabhängig erhobenen Ökobilanz basieren. Umweltproduktdeklarationen (EPDs) gewinnen in der Baubranche zunehmend an Bedeutung: Sie stellen die Umweltwirkungen von Bauprodukten transparent, unabhängig und nachvollziehbar dar und liefern detaillierte Informationen mit belastbaren Zahlen und Daten. Als „Nachhaltigkeitspass“ bilden EPDs die Grundlage für die Planung grüner Gebäude gemäß Gebäude-Zertifizierungssystemen wie LEED, BREEAM oder DGNB.
Um das Energie-Einsparpotenzial, das durch die Dämmung von Heizungs- und Warmwasserleitungen in Wohngebäuden realisiert werden kann, exakt und repräsentativ zu beziffern, beauftragte Armacell das Zentrum für Umweltbewusstes Bauen (ZuB) an der Uni Kassel mit der Durchführung einer wissenschaftlichen Studie. 2009 präsentierte Armacell auf Grundlage dieser und weiterer eigener Studien als weltweit erster Hersteller flexibler Dämmstoffe eine umfassende Ökobilanz (Life Cycle Assessment).
Der Großteil der weltweiten Standorte ist nach dem Umweltstandard ISO 14000 zertifiziert und alle europäischen Werke sind es schon heute.

## Innovationen
Armacell betreibt vier Forschungs- und Entwicklungszentren: Während Materialrezepturen und Prozesstechnologien zentral in Münster (Deutschland) entwickelt werden, werden in Mebane (North Carolina, USA), Thimister-Clermont (Belgien) und Guangzhou (China) Produkte entwickelt und weiter optimiert. Armacell hält weltweit über 200 aktive Patente, wovon 176 allein zwischen 2010 und 2013 genehmigt wurden.

## Geschäftsbereiche
Der Geschäftsbereich Advanced Insulation entwickelt flexible Schaumstoffe zur Dämmung technischer Anlagen in Märkten, in denen eine Energieverteilung notwendig ist, z. B. in Wohn- und Nichtwohngebäuden, in industriellen Anwendungen und in der Öl- und Gasindustrie.
Der Geschäftsbereich Engineered Foams entwickelt leichte Schäume für eine Vielzahl von Endmärkten, zu denen u. a. die Automobil- und Windindustrie gehören. Der Geschäftsbereich Engineered Foams zielt auf die Bedürfnisse diverser Märkte und Anwendungen ab, in denen dem Gewicht und der Robustheit der Produkte eine wesentliche Bedeutung zukommt.

## Geschichte
Armacell International ist im Juni 2000 im Rahmen eines Management-Buy-outs der Dämmstoffsparte aus Armstrong World Industries hervorgegangen. Dessen Geschichte geht zurück bis auf das Jahr 1899, als Thomas Armstrong, Gründer von Armstrong World Industries, mit der Produktion von Korkdämmplatten begann. Im Jahr 1954 begann der Aufstieg der Dämmstoffsparte mit Armaflex, der ersten flexiblen technischen Isolierung für Rohrleitungen. Er hat sich seitdem zum Synonym für flexible Schaumkunststoffisolierungen entwickelt.
Im Jahr 1959 begann die Expansion nach Europa. Ein Jahr später, am 23. Mai 1960 erfolgte die Grundsteinlegung für die erste Produktionsstätte in Münster, der Armstrong Kork GmbH, zunächst jedoch für Fußbodenbeläge. Fünf Jahre später entstand im Rahmen der weiteren Expansion in Europa das erste Verkaufsbüro und die Europazentrale von Armstrong World Industries in Düsseldorf. Nachdem die Nachfrage nach Armaflex weiter stieg, fiel 1967 die Entscheidung, eine neue Produktionsstätte für Armaflex in Münster zu errichten, die seitdem zum größten Produktionsstandort des Konzerns anwuchs.
Weiteres Wachstum und Innovationen im Bereich von Isolierungen für Heizungsanlagen brachte die Energiekrise in den 1970er Jahren mit dem daraus folgenden Energieeinsparungsgesetz von 1978. Im Jahr 1984 erfolgte die Übernahme des schweizerischen Werkes Rohtrist und der damit verbundenen Marke Tubolit. Damit konnte erstmals Isolierungen auf Basis von Polyethylen angeboten werden. Fünf Jahre später war es jene Marke, die als erste auf den Einsatz von FCKW-Stoffen verzichtete.
1991 wurde der Standort Münster zu einem High-Tech-Zentrum ausgebaut, in dem sich auf die Forschung und Entwicklung im Bereich Dämmungen und Isolierungen konzentriert wurde. Im Juni 2000 erfolgte dann die Ausgliederung der Dämmstoffsparte in ein unabhängiges Unternehmen. In diesem Rahmen wurden der neu gegründeten Armacell International Holding sämtliche Rechte an den Marken Armaflex und Tubolit übertragen.
Im Jahr 2001 erfolgte die Expansion in den asiatischen Raum durch die Übernahme eines thailändischen Unternehmens im Bereich technischer Isolierungen. Im selben Jahr gründete Armacell eine neue Unternehmenssparte mit Schwerpunkt technischer Schäume. Nach weiterem Wachstum übernahm Armacell im Jahr 2004 die Marken Ensolite und Oletex und den damit verbundenen Unternehmen der US-amerikanischen RBX-Gruppe. Auch 2005 expandierte Armacell weiter und übernahm den US-amerikanischen Hersteller von feinzelligen Blockschäumen, Monarch Rubber, sowie in Europa die Fagerdala Benelux S.A., einem Hersteller von thermoplastischen Schäumen. Weitere Übernahmen folgten im Jahr 2008 mit der MDS Leuze, die Blechummantelungen herstellt, sowie dem Sparte PropaCene des US-amerikanischen Schaumstoffherstellers Cellect.
Ende 2019 verkaufte der Finanzinvestor Blackstone die Kapitalmehrheit an Armacell an PAI partners, die seit 2016 an Armacell beteiligte Minderheitsaktionärin Kirkbi erhöhte zugleich ihren Anteil.